# الغد لا يموت
الغد لا يموت (بالإنجليزية: Tomorrow never dies)‏ هو فيلم من سلسلة أفلام جيمس بوند، من ثمثيل بيرس بروسنان بدور جيمس بوند وجوناثان برايس وميشيل يوه وتيري هاتشر وجودي دينش بدور أم وديسموند ليلويلين بدور كيو وسامنثا بوند بدور الانسة موني بوني.

## وصلات خارجية
- Official website
- الغد لا يموت على موقع IMDb (الإنجليزية)
- الغد لا يموت على موقع ميتاكريتيك (الإنجليزية)
- الغد لا يموت على موقع الموسوعة البريطانية (الإنجليزية)
- الغد لا يموت على موقع روتن توميتوز (الإنجليزية)
- الغد لا يموت على موقع نتفليكس (الإنجليزية)
- الغد لا يموت على موقع قاعدة بيانات الأفلام العربية
- الغد لا يموت على موقع ألو سيني (الفرنسية)
- الغد لا يموت على موقع Turner Classic Movies (الإنجليزية)
- الغد لا يموت على موقع أول موفي (الإنجليزية)
- الغد لا يموت على موقع بوكس أوفيس موجو (الإنجليزية)